# اسلوبودان بیتویچ
اسلوبودان بیتویچ (زاده ۱۷ اوت ۱۹۸۸ در الیبونار، صربستان) یک ورزشکار کاراته صربستانی است که در وزن کومیته ۸۴+ کیلوگرم رقابت می‌کند.